# Kırıkkale (tartomány)
Kırıkkale tartomány Törökország egyik tartománya a Közép-anatóliai régióban, székhelye Kırıkkale városa. Nyugaton Ankara, délen Kırşehir, keleten Yozgat, északkeleten Çorum, északon Çankırı határolja.

## Körzetei
A tartománynak kilenc körzete van:
- Bahşılı
- Balışeyh
- Çelebi
- Delice
- Karakeçili
- Keskin
- Kırıkkale
- Sulakyurt
- Yahşihan